# 김성범·일직손씨정열효각
김성범·일직손씨정열효각(金成範·一直孫氏旌列孝閣)은 경상북도 안동시, 안동민속박물관에 있다. 2013년 4월 9일 안동시의 문화유산 제86호로 지정되었다.